# Claudio Caniggia
Claudio Paul Caniggia (* 9. Januar 1967 in Henderson, Provinz Buenos Aires) ist ein ehemaliger argentinischer Fußballspieler.

## Karriere

### Verein
Der durch seine langen blonden Haare auffällige Caniggia begann seine Profilaufbahn 1985 bei River Plate. 1988 kam er nach Europa und spielte zunächst für Hellas Verona an der Seite von Thomas Berthold. Nach einem Jahr wechselte er zu Atalanta Bergamo, wo er bis 1992 blieb. 1992 wechselte er zur AS Rom. Im März 1993 wurde er nach dem Spiel gegen Neapel bei der Dopingkontrolle positiv auf Kokain getestet und für 13 Monate gesperrt. Ab 1994 spielte er ein Jahr für Benfica Lissabon und ging dann zurück nach Argentinien zu den Boca Juniors. 1997 wurde er hier in einen Kokainskandal verstrickt, der zu einer zweijährigen Sperre führte.
1999 versuchte er ein Comeback bei Atalanta Bergamo. Das Comeback gelang ihm aber erst, als er 2000 nach Schottland wechselte und zunächst ein Jahr beim FC Dundee, dann erfolgreicher von 2001 bis 2003 bei den Glasgow Rangers spielte. Von 2003 bis Februar 2005 ließ er seine Karriere in Katar ausklingen. Am 20. Februar 2005 beendete er seine Profilaufbahn, unterschrieb aber im Dezember desselben Jahres einen Vertrag bis Juni 2006 bei seinem neuen und alten Arbeitgeber, dem Qatar SC.

### Nationalmannschaft
Seine besten Leistungen in der argentinischen Nationalmannschaft bot er bei der Fußball-Weltmeisterschaft 1990 in Italien, bei der er durch seine Tore gegen Brasilien und Italien Anteil am Finaleinzug hatte. Am Finale durfte er wegen zwei gelben Karten nicht teilnehmen. 1991 war er einer der Leistungsträger der Argentinier bei der Copa America, die Argentinien gewann; Caniggia erzielte zwei Tore selbst und bereitete vier vor. 1992 gewann Argentinien den König-Fahd-Pokal, einem Vorläufer des Confederations Cup. Caniggia traf im Finale.
Er stand im Kader Argentiniens für die Fußball-Weltmeisterschaft 1994 in den USA und nahm an der Fußball-Weltmeisterschaft 2002 in Südkorea und Japan teil, wurde allerdings in keinem Spiel eingesetzt. Er erhielt jedoch am 12. Juni 2002 im Spiel gegen Schweden – auf der Ersatzbank sitzend – wegen Schiedsrichterbeleidigung die rote Karte.

## Erfolge

### Vereine
Mit River Plate
- Primera División Argentina: 1985/86
- Copa Libertadores: 1986
- Weltpokal: 1986
- Copa Interamericana: 1986

Mit der AS Rom
- Coppa Italia: 1992/93 Finalteilnehmer

Mit den Glasgow Rangers:
- Schottischer Meister: 2003/03
- Scottish League Cup: 2002, 2002/03
- Scottish FA Cup: 2001/02

Mit dem Qatar SC:
- Qatar Crown Prince Cup: 2003/04

### Internationale Erfolge in der argentinischen Nationalmannschaft
- Vize-Weltmeister 1990
- Copa América 1991
- König-Fahd-Pokal 1992 (Das Turnier galt als ein Vorläufer des Confederations Cup)